# Stop Out Sports Club
Der Stop Out Sports Club ist ein neuseeländischer Sportklub aus Lower Hutt in der Region Wellington. Heutzutage ist er größtenteils durch seine Fußballmannschaft bekannt.

## Geschichte
Der Klub wurde im Jahr 1919 als Moera Stop Out gegründet. Im Jahr 1932 änderte sich der Name zum heutigen. Ein erster Erfolg gelang dann im Jahr 1956, als man den Chatham Cup gewann. Ab Ende der 1960er Jahre stieg man dann weiter auf und spielte somit erstmals im Jahr 1970 in der National Soccer League, welche in diesem Jahr auch erstmals ausgespielt wurde. Das beste Ergebnis war hier ein 7. Platz in der Saison 1977. Über den 10. Platz stieg man nach der Spielzeit 1980 dann jedoch wieder in die Division One der Central League ab.
In den folgenden Jahren schaffte man es ein paar Mal in die Playoffs, scheiterte jedoch in diesen. Zur Spielzeit 1992 ging man in die neue Premier League über, musste aus dieser über den 13. Platz aber schon im nächsten Jahr wieder absteigen. Nachdem man in den Jahren 2000 bis 2005 nicht antrat, spielte man ab 2006 wieder in der Premier League, wobei man auch hier von 2009 bis 2014 wieder nicht antrat. Seit der Spielzeit 2015 ist man hier aber wieder durchgehend dabei. Hier gelang schließlich in der Runde 2022 dann auch die Meisterschaft und so stieg man zur Saison 2023 in die Central League auf.